# Gershon Shofman
Gershon Shofman (en hebreo: גרשון שופמן) (Orsha, Imperio Ruso, 28 de febrero de 1880 - Gedera, Israel, 12 de junio de 1972) fue un escritor y pintor israelí.

## Biografía
Gershon Shofman nació en Orsha, Gobernación de Mogilev, Imperio Ruso (actual Bielorrusia) en 1880. Sus padres fueron Zalman Shofman y Feiga Haya Levin. Creció en una familia judía religiosa y tradicional.
A la edad de 20 años, se mudó a Varsovia, uno de los centros de la literatura hebrea, donde se hizo un nombre como escritor hebreo.
Realizó su servicio militar en el ejército ruso desde 1902 en Gomel, donde fue testigo en 1903 de un pogromo. En 1904, después de haber desertado del ejército ruso al comienzo de la guerra ruso-japonesa, huyó a Lemberg (actual Lviv), Imperio austrohúngaro. A partir de 1913 vivió en Viena.
En 1921, se casó con Anna Plank y vivió con ella en Wetzelsdorf, entonces un municipio independiente, hoy un distrito en la parte oeste de la ciudad de Graz. En 1928, Anna y sus hijos Peter y Gertrude se convirtieron de la fe católica al judaísmo (Giur). Durante su estancia de 34 años en Austria, fue apátrida en todo momento.
En 1938 emigró a Eretz Israel, en ese entonces bajo dominio británico, con su esposa e hijos. Murió en Israel en 1972, donde se elogiaron sus talentos literarios.

## Carrera literaria
Shofmann fue considerado un maestro del cuento. Escribió y editó en hebreo. Entre 1900-1903, fue coeditor del periódico hebreo Snunit, publicado en Lemberg. También escribió unas 50 historias cortas en Lemberg, muchas de las cuales están ambientadas en la ciudad.

## Premios y reconocimientos
- En 1946, Shofman recibió el Premio Bialik de Literatura.[4]
- En 1956, fue galardonado con el Premio Israel, de Literatura.[5]